# فعل كامل (اختلال ضال)
«فعل كامل» (بالإنجليزية: Full Measure)‏ هي الحلقة الثانية للموسم الثالث من مسلسل إيه إم سي التلفزيوني الدرامي اختلال ضال. كتبها وأخرجها صانع العمل والمنتج التنفيذ فينس غيليغان، تم بثها على إيه إم سي في 13 يونيو 2010.

## وصلات خارجية
- «فعل كامل» على قاعدة بيانات الأفلام على الإنترنت (بالإنجليزية)